# Radiojornalismo

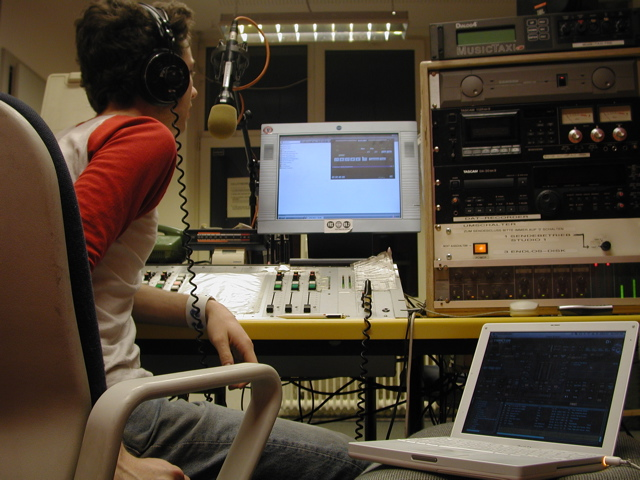
Estúdio de rádio contemporâneo

Radiojornalismo é a prática profissional do jornalismo aplicada ao rádio. Radiojornais são programas que duram entre segundos e horas e divulgam notícias dos mais variados tipos, utilizando sons e locução por repórteres e apresentadores (chamados de âncoras, no jargão profissional).
As estações de rádio podem apresentar radiojornais como parte da programação normal transmitida diariamente ou mais freqüentemente, em horários fixos. Às vezes, outros programas podem ser interrompidos por plantões de notícias ("news flashes") em casos muito importantes e urgentes.

## Jornal falado
Em radiojornalismo, no Brasil, um jornal falado corresponde à reunião das principais notícias do dia ou da semana. Pode durar de cinco a trinta minutos. O jornal falado tem divisões bem definidas, com a apresentação de notícias locais, nacionais, internacionais, esportivas e culturais. O ideal é que o jornal seja lido por dois locutores, isso dá mais ritmo e agilidade às notícias e evita a monotonia.
As três ou quatro notícias mais importantes merecem destaque na forma de manchetes. As manchetes abrem a edição de um jornal falado e anunciam para o ouvinte os principais fatos do dia.

## Texto para radiojornalismo
Segundo normas canônicas praticadas no Brasil e em outros países, o texto para radiojornalismo deve ser ainda mais curto e objetivo que o texto jornalístico de mídia impressa e de TV, com vocabulário o mais próximo possível do coloquial. Deve, ainda, utilizar sempre ordem direta (sujeito; verbo; predicado) e ser muito descritivo, para compensar a falta de imagens.
Conceitos de Radiojornalismo
As propostas formuladas por dois pioneiros do jornalismo no Brasil, o casal Luiz Beltrão (1992:67) e Zita de Andrade Lima (1970), determinam uma possível definição de radiojornalismo, sendo considerado aqui como a informação dos fatos correntes, transmitidos por meio de relatos radiofônicos, devidamente interpretados e transmitidos periodicamente à sociedade, com o objetivo de difundir conhecimentos e orientar a opinião pública, no sentido de promover o bem comum.
A ampliação do conceito de radiojornalismo segue por um esclarecimento das características do rádio propostas pela pesquisadora Gisela Swetlana Ortriwano (1985: 78-81) e das características de jornalismo propostas por estudiosos em teoria do jornalismo, como Daniel Hudec (1980) e Otho Groth estão descritas por Angel Faus Belau (1966: 43-85) , justamente porque ambas integram o (radio)jornalismo.
São sete as principais características do rádio, sendo o imediatismo considerado como a transmissão dos fatos no momento em que ocorrem; a instantaneidade como a mensagem que precisa ser recebida no momento da emissão; a interatividade sendo a relação direta com a mensagem durante e após a sua emissão; a mobilidade em que o radio, por meio do aparato tecnológico, pode ser deslocado facilmente para a emissão e recepção da mensagem; a oralidade que desenvolve o conceito de que o rádio fala e, para receber a mensagem, é apenas necessário ouvir; a penetração que permite ao rádio chegar a diversos lugares, sendo que, ao mesmo tempo, também pode estar presente o regionalismo, que integra o ouvinte por meio das mensagens locais e a sensorialidade que aplica ao rádio a possibilidade de despertar a imaginação por meio da mensagem.
Da mesma maneira, são destacadas sete das principais características do jornalismo, com a atualidade sendo a relação e orientação para os acontecimentos do presente; a difusão como a divulgação em grande escala do trabalho jornalístico por meio dos diversos meios de comunicação; a fidelidade dos fatos que apresenta os problemas atuais de um modo simples, preciso e correto, condicionado pela evidência dos fatos; a periodicidade que considera o acompanhamento contínuo dos diversos fatos que condicionam a realidade social; a rapidez que define a transmissão imediata dos fatos presentes, determinando uma reação do público diante do acontecimento em questão e a universalidade que condiciona o vasto campo dos problemas sociais cobertos pelo jornalismo.
Após as características, o Gênero é o instrumento de que dispõe o rádio para atualizar seu público por meio da divulgação, do acompanhamento e da análise dos fatos. Os seus relatos podem possuir características subjetivas do ponto de vista de seus conteúdos. No Brasil, segundo José Marques de Melo, podem ser relacionados como gêneros informativos - registro claro e objetivo dos fatos e acontecimentos, caracterizados pela observação, ou opinativos - emissão de opinião diante das notícias, caracterizados pelo aconselhamento. Para relacionar os gêneros radiojornalísticos, utilizamos a classificação proposta pelo jornalista, professor e pesquisador da USP e da Universidade Metodista de São Paulo (UMESP), José Marques de Melo (1985: 77-131), e ampliada pelo professor e pesquisador André Barbosa Filho (2003: 89-109).
Os principais gêneros jornalísticos são a reportagem e a entrevista, por merecerem uma ampla cobertura sobre o fato. A reportagem é o relato ampliado de um acontecimento que já repercutiu no organismo social e produziu alterações que são percebidas pela instituição jornalística. Também é produzido e transmitido pelo repórter. O locutor faz a chamada da reportagem, podendo interagir com o repórter nas transmissões “ao vivo”. Já a entrevista é um relato que privilegia um ou mais protagonistas do acontecimento, possibilitando-lhes um contato direto com a coletividade. É produzida pela equipe de reportagem e transmitida tanto pelo repórter como pelo locutor, que interagem com o(s) entrevistado(s) durante a conversa.
A nota, a notícia e o boletim são matérias utilizadas para divulgação de fatos ainda em fase de construção. A nota é o resumo da notícia, corresponde ao relato dos acontecimentos que estão em processo de configuração. É produzida pela equipe de redação e transmitida pelo locutor. Já a notícia é o relato integral de um fato que já eclodiu no organismo social. Também é produzida pela equipe de redação e transmitida pelo locutor. O boletim do repórter é o relato parcial ou integral dos fatos. É produzido e transmitido pelo repórter. O locutor faz a chamada do boletim, podendo interagir com o repórter nas transmissões “ao vivo”.
Os gêneros opinativos são produzidos e transmitidos por um jornalista, colaborador ou mesmo pelo ouvinte (neste caso, falante), sendo o emissor responsável pelo conteúdo da mensagem. Já o locutor, além da chamada da matéria, muitas vezes emite opiniões, interage com o produtor da mensagem ou mesmo emite opinião, durante a transmissão.
O comentário é o gênero mais introduzido no rádio por possuir uma relação direta com a notícia. Regularmente, é publicado logo após um acontecimento e vem junto com a notícia ou reportagem. O artigo se diferenciada do comentário porque é inserido quando o jornalista ou colaborador tem liberdade para expor suas opiniões. Os profissionais tratam os assuntos de forma ampla, sem se prenderem ao tempo. Sendo assim, os fatos do passado e do presente estão sempre interligados.
Já a crônica é conduzida, normalmente, de forma literária pelo autor. Os cronistas, muitas vezes, fantasiam os fatos, transformando os personagens em heróis ou vilões, e as notícias em histórias figurativas e até mitológicas. Também ligada ao universo cultural, a resenha ou crítica é o gênero que analisa, geralmente, os fatos do universo artístico e cultural. Tem também a finalidade de orientar o público na escolha dos produtos culturais em circulação no mercado.
A coluna é uma seção especializada em que o escritor expõe suas ideias e julgamentos de modo livre e pessoal. No colunismo, o estilo do autor é fundamentado na utilização dos diversos gêneros jornalísticos informativos e opinativos. A seção do ouvinte é determinada pela seleção e permissão para opiniões para pessoas de fora da emissora, mas integrantes por serem ouvintes da rádio.
No âmbito institucional, o editorial é o gênero que expressa a opinião da empresa jornalística diante dos fatos de maior repercussão no momento. O profissional responsável por esta seção geralmente interpreta e divulga os pontos de vista da diretoria da empresa.
Os programas jornalísticos são gêneros ampliados. Conforme Gisela Swetlana Ortriwano, a difusão da informação pode ocorrer sob diferentes formas, sendo a mensagem estruturada em função da oportunidade, conteúdo e tempo na emissão. Os programas jornalísticos no rádio são classificados conforme o conteúdo e o formato. Foram utilizados os conceitos de Ortriwano (1985: 91-94), de Paul Chantler e Sim Harris(1998: 162-182) e de Robert Mcleish (2001:. 43-95; 107-129; 179-198).
O mais importante é o radiojornal, que é conjunto de matérias jornalísticas transmitidas por meio dos diversos gêneros. Programas curtos são a Síntese Noticiosa ou Boletim Noticioso que é um breve informativo que transmite um resumo das principais notícias do dia, o flash, emissão curta que transmite, durante a programação, apenas o necessário para informar que o fato está ocorrendo, sem outros pormenores e a edição Extraordinária, definida como um breve informativo que transmite, durante a programação, os principais fatos de um acontecimento em destaque.
Outros programas são determinados pelo tipo de cobertura e produção. O Programa de Entrevista explora determinado tema por meio do diálogo entre entrevistador(es) e entrevistado(s), como os debates e mesas-redondas; o Especial é um programa que aborda, em profundidade, determinado(s) tema(s). Entre os programas especiais estão os radiodocumentários e as audiobiografias, dentre outros . Os Especializados são programas que transmitem informações sobre fatos de um mesmo campo de atividade, em que apenas interessam as notícias referentes àquele setor. Destacam-se aqui os programas esportivos, os policiais e os culturais.
Após a definição das características e os gêneros, o esclarecimento direto sobre a mensagem jornalística é essencial para a compreensão do universo radiofônico. Conforme a obra de Zita de Andrade Lima (1970: 33-61), a mensagem informativa se caracteriza por meio de três parâmetros inseparáveis: a linguagem, a estrutura e o estilo. Como apoio, relacionamos, ainda, o conceito de linguagem por Luiz Artur Ferrareto (2001:26) e George Bernard Sperber (1980), a estrutura por Emílio Prado (1989:17-46) e o estilo por Pierre Ganz (1999: 37-38).
A linguagem determina a relação entre a linguagem verbal e a não-verbal. No radiojornalismo, ocorre a predominância da fala (palavra), por meio dos locutores, repórteres, colaboradores, entrevistados e ouvinte (falante), mas também se observam paisagens sonoras, como o efeito sonoro, a música, o ruído e o silêncio.
A estrutura fundamenta as características da mensagem jornalística conforme o encadeamento dos fatos, privilegiando a seleção dos principais dados, coletados por meio de pesquisa e/ou entrevistas. A estrutura da notícia determina os dados a serem emitidos e quem vai participar da transmissão, assim como denota a linha editorial do programa.
O estilo é a forma de comunicação e expressão do emissor. No jornalismo, é importante variar os estilos, que podem ser determinados tanto pela rotatividade dos gêneros, como pela mescla de transmissões entre os locutores, colaboradores, repórteres, além da inserção de entrevistados e ouvintes (falantes), que emitem a informação conforme as próprias características que o diferenciam, esclarecendo o teor das mensagens conforme a participação e o conteúdo.

## Locutor

Ronald Reagan trabalhando como radialista nos anos 1930

O locutor é o apresentador de um radiojornal. Cabe a ele narrar, anunciar ou comentar as notícias que serão transmitidas, ou chamar repórteres que entram ao vivo na programação. Diz-se que o termo "locutor", neste sentido, teria sido aplicado pela primeira vez em 1952, para se referir ao trabalho de Walter Cronkite no rádio durante a convenção pré-eleitoral do Partido Democrata nos EUA.

### Âncora
O âncora é o apresentador de um radiojornal que narra, anuncia e comenta as notícias que serão dadas, chamando os repórteres que entram ao vivo na programação.